# Mohamed Selim El-Awa

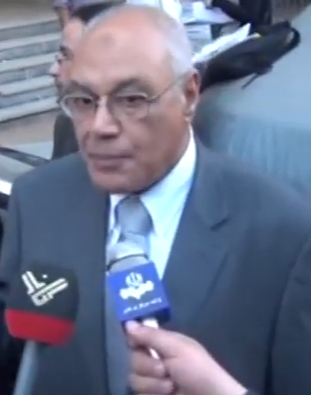
Mohamed Selim El-Awa (2011)

Mohamed Selim El-Awa (arabisch محمد سليم العوا, DMG Muḥammad Salīm al-ʿAuwā; * 1942) ist ein auf Verfassungsrecht spezialisierter ägyptischer Jurist. Er ist Generalsekretär der Internationalen Union muslimischer Gelehrter (الاتحاد العالمي لعلماء المسلمين) und Vorstandsvorsitzender der Ägyptischen Gesellschaft für Kultur und Dialog (جمعية مصر للثقافة والحوار).

## Leben
El-Awa wurde 1942 in Ägypten als Sohn eines politischen Aktivisten geboren. Durch seinen Vater, Anhänger von Hassan al-Banna (Gründer der Muslimbrüder), wurde er schon in jungen Jahren in die Welt der Politik eingeführt. Sein Elternhaus war tief religiös, blieb gegenüber der Welt aber stets offen. Er wuchs in der Nachbarschaft vieler Christen, Muslime, Armenier, Libanesen und Briten auf, die ihn früh lehrten, mit Menschen verschiedener Religionen, ethnischer und kultureller Herkunft umzugehen. Er studierte islamische Rechtswissenschaft (أصول الفقه, DMG uṣūl al-fiqh) an der Universität Alexandria, wo er nach seinem erfolgreichen Abschluss zunächst auch eine Doktorarbeit begann. Seine Beziehungen zu den Muslimbrüdern brachten ihm einen Verweis von der Universität ein. Auf Betreiben seines Lehrers und heutigen Schwiegervaters Hassan El-Ashmawi wurde er als Doktorand an der School of Oriental and African Studies (SOAS) der Universität London angenommen. Im Mai 1972 erlangte er den Doktor für eine Vergleichsstudie zu Bestrafungssystemen in islamischen und angelsächsischen Rechtssystemen. Nach einigen Jahren in den Golfstaaten, wo er am Aufbau von Rechtsinstituten an verschiedenen Universitäten beteiligt war, kehrte er 1985 nach Ägypten zurück und lehrte Verfassungsrecht an der Universität Zagazig.

## Politische Einstellung
El-Awa ist ägyptischer Nationalist und gilt als eine der wichtigeren Stimmen islamistischer Intellektueller und repräsentiert für viele die Stimme des muslimischen Mainstreams. Er hat eine gemäßigte politische Ausrichtung, weshalb er sich zeitweise der al-Wasat-Partei, die sich 1995 von den Muslimbrüdern losgesagt hatte, angeschlossen hat.

## Sonstiges
Er war einer der 138 Unterzeichner des offenen Briefes Ein gemeinsames Wort zwischen Uns und Euch (engl. A Common Word Between Us & You), den Persönlichkeiten des Islam an „Führer christlicher Kirchen überall“ (engl. „Leaders of Christian Churches, everywhere …“) sandten (13. Oktober 2007).

## Schriften
- On the Political System of the Islamic State. American Trust Publications.
- Punishment in Islamic Law – A Comparative Study. American Trust Publications, Indianapolis 1993, ISBN 0-89259-142-0.
- Religion and Political Structures – An Islamic Viewpoint. Birmingham 1999.